# 諾曼尼亞 (明尼蘇達州)
諾曼尼亞（英語：Normania）是位於美國明尼蘇達州耶洛梅德辛縣諾曼尼亞鎮區的一個非建制地區。

## 地理
諾曼尼亞所處的海拔為高於海平面330米（即1083英呎），而該地所採用的時區為UTC-6，即北美中部時區（CST）。同時該地設有夏令時間，為UTC-6調快一小時，即UTC-5（CDT）。